# Kodok
Kodok is een stad in Zuid-Soedan en is de hoofdplaats van de staat Upper Nile. Kodok telt 7709 inwoners (2012).
Kodok was voorheen bekend als Fashoda of Fasjoda en was in 1898 het toneel van het Fashoda-incident. Het is ook de woonplaats van de Sjiloek-koning.

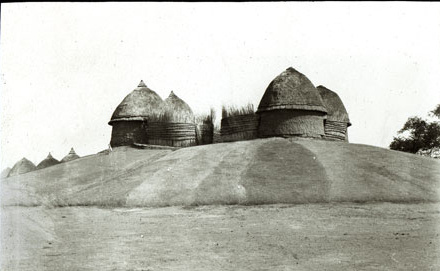
Het paleis van de Sjiloek-koning in 1910.